# Боскі-Сант-Анна
Боскі-Сант-Анна (італ. Boschi Sant'Anna, вен. Boschi Sant'Ana) — муніципалітет в Італії, у регіоні Венето, провінція Верона.
Боскі-Сант-Анна розташоване на відстані близько 380 км на північ від Рима, 80 км на захід від Венеції, 39 км на південний схід від Верони.
Населення — 1446 осіб (2014).
Щорічний фестиваль відбувається 26 липня. Покровитель — Sant'Anna.

## Демографія
Населення за роками:

Станом на 1 січня 2023 року в муніципалітеті офіційно проживали 74 іноземці з 8 країн, серед них 31 громадянин країн Євросоюзу та 2 громадяни України.

## Сусідні муніципалітети
- Бевілаккуа
- Леньяго
- Мінербе
- Терраццо